# Simone Xavier
Simone Xavier de Paula e Silva (13 de dezembro de 1974) é uma ex-fundista, professora de Educação física e árbitra de futebol brasileira.

## Profissional
No ano 2000, passou a integrar o quadro de arbitragem da Federação de Futebol do Estado do Rio de Janeiro. Em 2007, se tornou árbitra da Confederação Brasileira de Futebol.
É árbitra da Federação Internacional de Futebol (FIFA) desde 2009.
Atuou como árbitra até 2016. Em entrevista, disse ter enfrentado preconceitos devido ao seu gênero e sua cor, e se desafiava a superar os desafios frente à adversidade.
Em 2023, atua como instrutora de arbitragem. Em fevereiro, ministrou a aula inaugural da Turma 2023 do Curso de Árbitros de Futebol da EAFERJ, contando sua história na palestra "Da EAFERJ a FIFA - Da escola ao quadro profissional de arbitragem".
Entregou o troféu da Taça Guanabara após a disputa entre Flamengo e Fluminense, em março de 2023, como parte das homenagens ao dia internacional da mulher. Em julho de 2023, foi assessora da quarta árbitra, integrando a equipe 100% feminina que apitou o jogo entre Ituano e Tombense, na Série B do Campeonato Brasileiro, o primeiro com arbitragem totalmente feminina no Brasil, incluindo assistentes e VAR.

## Jogos em 2015
Estas são as partidas em 2015, segundo a CBF:
| Nº | Data                    | Competição                     | Fase    | Resultado       | Resultado | Resultado           | Estádio         | Função         |
| -- | ----------------------- | ------------------------------ | ------- | --------------- | --------- | ------------------- | --------------- | -------------- |
| 1  | 11 de fevereiro de 2015 | Copa do Brasil Feminino        | 1ª fase | Botafogo        | 7 – 0     | CRESSPOM            | Luso Brasileiro | Árbitra        |
| 2  | 28 de março de 2015     | Copa do Brasil Sub-17          | 1ª fase | Fluminense      | 1 – 0     | Atlético Goianiense | Laranjeiras     | Quarta árbitra |
| 3  | 14 de abril de 2015     | Copa do Brasil Sub-17          | Quartas | Fluminense      | 1 – 3     | Botafogo            | Los Larios      | Quarta árbitra |
| 4  | 13 de setembro de 2015  | Campeonato Brasileiro Feminino | 1ª fase | Flamengo        | 4 – 0     | Portuguesa          | Gávea           | Árbitra        |
| 5  | 17 de setembro de 2015  | Campeonato Brasileiro Feminino | 1ª fase | Duque de Caxias | 0 – 5     | Flamengo            | Marrentão       | Quarta árbitra |
| 6  | 23 de setembro de 2015  | Campeonato Brasileiro Feminino | 1ª fase | Duque de Caxias | 2 – 4     | Kindermann          | Marrentão       | Quarta árbitra |